# إدوارد أوغسطس كيندال
إدوارد أوغسطس كيندال (بالإنجليزية: Edward Augustus Kendall)‏‏ (1776 - 14 أكتوبر 1842 ) روائي من مملكة بريطانيا العظمى.